# 関英男
関 英男（せき ひでお、1905年（明治38年）10月13日 - 2001年（平成13年）12月16日）は日本の電気工学者。

## 経歴
山形県出身。1932年（昭和7年)東京工業大学電気工学科卒業。逓信省小山送信所勤務、高電力短波送信機の運用保守に従事。1934年（昭和9年) 逓信省福岡受信所勤務、雑音の研究を行う。　1955年（昭和30年) 退官、岩崎通信機技師長に就任。シンクロスコープの開発に尽力。工学博士。東京工業大学・ハワイ大学・電気通信大学・千葉工業大学・東海大学の教授を歴任。電子情報通信学会名誉会員、IEEEフェロー。紫綬褒章、勲三等瑞宝章受章。電波工学の世界的権威として知られ、当時の最先端技術を牽引した。電気通信における雑音について、情報理論の提唱をすぐに取り入れた研究成果などがある。また、念の概念が電磁波の伝搬によく似ている事から念波受信機の開発研究も行っていた。
一方で1970年代頃から、「科学では解明できない神秘」といったようなものにも傾倒し、晩年は「太陽の表面温度は26度で、黒点には植物が生えている」「陽子が歪むと癌になり、中性子が歪むとエイズになる」などと主張した。これに対し、NASAの研究機関の研究員であった理論物理学者の川又審一郎は太陽常温説を積極的に支持している。また、加速学園代表、日本サイ科学会会長・名誉会長など、サイ科学・加速教育などを提唱・推進した。

## 著書

### 電気通信
- 『電波受信工学』（東海書房）1948年
- 『ラジオと計算』（ラジオ科学社）1949年
- 『電波と電子の世界』（刀江書院）1952年
- 『雑音』（岩波書店）1954年
- 『情報理論』（無線従事者教育協会）1956年
- 『受信機―高性能化ー理論と実際』（広川書店）1958年
- 『図解エレクトロニクス概観』（広川書店）1959年
- 『エレクトロニクスの話―ラジオから電子計算機まで』（岩波書店）1959年
- 『シンクロスコープ』（日刊工業新聞社）1959年（1964年、1965年、1968年、1969年増補改訂）
- 『エレクトロンの話』（日本放送出版協会）1969年
- 『情報理論』（オーム社）1969年
- 『現代の通信回線理論―-データ通信への応用』（翻訳）1970年
- 『ロボットロジー―人間と機械の共生』（ダイヤモンド社）（編著）1971年
- 『情報工学ハンドブック』（森北出版）1973年
- 『情報理論』（近代科学社）1973年
- 『電気の歴史―先駆者たちの歩み』（日本放送出版協会）1977年
- 『情報処理入門』（東海大学出版会）1981年
- 『電気磁気学』（森北出版）1983年

### サイ科学関連
- 『情報科学と五次元世界』（日本放送出版協会）1971年
- 『四次元99の謎―超能力の不思議と不思議の科学』（産報）1974年
- 『アメリカ超常旅行 』（工作舎）1979年
- 『サイ科学の全貌』（工作舎）1981年
- 『超能力』（光文社）1983年
- 『テレパシーを科学する―あなたに潜在する超能力』（サンデー社）1985年
- 『念波』（加速学園出版局 - 星雲社）1990年
- 『高次元科学―気と宇宙意識のサイエンス』（中央アート出版社）1994年
- 『高次元科学2―気と宇宙意識のサイエンス』（中央アート出版社）1996年
- 『生命と宇宙―高次元科学が解明する人類と地球星の未来像』（ファーブル館）1998年
- 『超能力(テレパシー)の謎―世界を震撼させた「シックス・センス」の真実!』（ベストセラーズ）2001年
- 『宇宙学序章 グラビトニックス』（加速学園出版局 - 星雲社）2000年

### 加速学習法関連
- 『加速教育法』（加速学園出版局 - 星雲社）
- 『加速学習法』（加速学園出版局 - 星雲社）1995年
- 『学習五十倍加速法―落ちこぼれをなくす教育法』（応用技術出版）1979年
- 『超学習―サイ科学からのアプローチ』（工作舎）1985年

## 注
1. ↑  「追悼 関英男先生を偲んで」電子情報通信学会誌2002年4月号